# Euro-obligation
Une euro-obligation (souvent mentionnée sous l’appellation anglaise eurobond) est une obligation libellée dans une monnaie différente de celle du pays (ou du marché) dans lequel elle est émise. Par exemple, une obligation en dollar émise sur le marché européen.
Dans un sens différent, mais d'actualité, le terme se réfère au projet d'émission d'obligations en commun par les pays de la zone euro. Cette idée a été débattue dans un premier temps au sein de la commission spéciale sur la crise financière, économique et sociale du Parlement européen. Cette commission spéciale est créée le 7 octobre 2009 ; elle est présidée par l'eurodéputé allemand Wolf Klinz (ADLE), le rapporteur étant la socialiste française Pervenche Berès. Cette dernière est par ailleurs la première à évoquer la nécessité de créer des euro-obligations le 24 janvier 2009, lors d'une séance solennelle organisée au Parlement européen pour célébrer le dixième anniversaire de l'Euro. En présence de l'ancien président français Valéry Giscard d’Estaing, du président de la Banque centrale européenne Jean-Claude Trichet, du président de l'Eurogroupe Jean-Claude Juncker et du commissaire européen aux affaires économiques et monétaires Joaquín Almunia, elle déclare notamment : « La crise financière rend encore plus urgent une meilleure coordination des politiques économiques nationales ; c'est pourquoi la Commission européenne doit examiner la possibilité de créer des obligations européennes (eurobonds),. »
En 2010, la proposition est évoquée comme une partie de la solution à la crise de la dette dans la zone euro,, elle est reprise plus tard par différents acteurs économiques ou politiques, notamment par les chefs d'État de plusieurs pays membres de l'Union européenne dans le cadre de la réponse à la crise de 2020 liée au coronavirus; son objectif est d'éviter la spéculation sur les dettes des États les plus en difficulté via la mutualisation des dettes – et donc des risques – des pays de la zone euro.

## Contexte de crise

Notation financière des États européens par Standard & Poor's

Évolution des taux d'intérêt des obligations d’État des PIIGS entre juillet 2009 et juillet 2011

La crise de la dette publique à partir de 2010 dans la zone euro met en lumière l'extrême disparité des situations des finances publiques des États membres de la zone euro. Déficit public, dette publique, croissance du PIB, contexte politique et notation financière des États influent sur le rendement des obligations d’État. L'obligation « de référence » de la zone euro, le Bund allemand à dix ans, a par exemple en novembre 2011 un rendement inférieur à 2 %, alors que le rendement de l'obligation italienne à dix ans dépasse les 7 %, et celui de l'obligation grecque à dix ans a atteint des niveaux qui ne permettent plus à la Grèce de se financer sur le marché obligataire devenu pour elle totalement illiquide depuis 2010 concernant les échéances de moyen-long terme (la Grèce ne trouve plus d'acheteurs que pour ses obligations de très court terme ; ainsi en 2012, elle emprunte seulement sur des échéances à trois mois ou à six mois, à des taux dépassant les 4 %,).
L’émission d'euro-obligations pourrait, en l'absence d'une institution équivalente au département du Trésor des États-Unis, avoir lieu au niveau soit de l'Union européenne, soit seulement au niveau de l'Eurozone, via le Fonds européen de stabilité financière (FESF), la Banque européenne d'investissement (BEI) ou la Banque centrale européenne (BCE). Ces euro-obligations offriraient à tous les États de la zone euro un taux d'emprunt unique susceptible de soulager les finances des États en difficulté (notamment les PIIGS) par solidarité des États les plus solides (Allemagne, France, pays nordiques).
Les euro-obligations s'inscriraient dans un cadre plus large de gouvernance économique à l'échelle européenne. À cet effet, le traité de Maastricht précise déjà quatre recommandations sur le taux d'inflation, le déficit budgétaire (ne devant pas dépasser 3 % du PIB), l'endettement public (ne devant pas dépasser 60 % du PIB) et les taux d'intérêt à long terme.
Le mini-sommet franco-allemand sur la crise de la dette en Europe (16/08/11) a ouvert de nouvelles perspectives de convergence économique tel qu'un « gouvernement économique de la zone euro » (que présiderait pour deux ans et demi l'actuel président du Conseil européen, Herman Van Rompuy) et la généralisation de la « règle d'or » sur l'équilibre budgétaire. Une simultanéité entre l'application générale de la règle d'or et l'émission d'euro-obligations ferait de celles-ci, au fur et à mesure de leur amortissement, un outil d'extinction progressive de la dette publique dans la zone euro.
Il n'a pas été précisé à ce stade si ce titre commun de dette serait utilisé comme une possibilité de financement pour un État ou deviendrait obligatoire. En effet pour les pays les mieux notés, il serait peu avantageux de faire appel à cet unique titre de dette dont les taux de financement seraient nécessairement supérieurs à ceux proposés pour le financement de leur dette nationale.
Alors que l’émission d'euro-obligations n'était jusqu'à présent envisagée qu'au terme d'un assainissement des finances publiques, les incertitudes persistantes sur les marchés financiers pourraient entraîner leur mise en route dès 2012. Enfin, les modalités d'émission d'euro-obligations, l'instance émettrice, leur taux, leur note financière, leur utilisation et les positions des différents gouvernements de la zone euro restent à l'automne 2011 susceptibles de changements ; les Euro-obligations étant toujours au stade des propositions et discussions. Le 14 septembre 2011, le président de la Commission européenne, José Manuel Barroso, annonce de prochaines propositions en vue d'introduire des euro-obligations.

## Réactions
Les Euro-obligations furent, en décembre 2010, énoncées par Jean-Claude Juncker et Giulio Tremonti sous le nom d'E-bonds dans une tribune commune du Financial Times publiée juste avant une réunion informelle de l'Eurogroupe. En août 2011, l'idée fut relancée à l'occasion du mini-sommet franco-allemand sur la crise de la dette en Europe. À ces annonces ont inévitablement suivi des réactions de la part des gouvernements de la zone euro, plus largement, de l'Europe et d’institutions internationales (FMI). On retrouve une logique globale d'appuis et d'oppositions aux Euro-obligations entre des gouvernements dont les taux d'emprunts sont faibles – et qui les verraient augmenter avec des obligations communes – et d'autres gouvernements dont les taux d'emprunts sont forts – et qui à l'inverse les verraient baisser.
Dans une tribune publiée dans Libération (journal) le 18 octobre 2011 , Jacques Delors, Pervenche Berès, Yves Bertoncini et Daniel Cohen font un distinguo entre « eurobonds » et « Union bonds », ces derniers étant également appelé « project bonds ». Dans leur projet, les «eurobonds» seraient émis par le Mécanisme européen de stabilité. Pour les auteurs, le capital du MES est insuffisant pour « casser la spéculation contre les États ». Il préconise de permettre au « MES d’émettre environ 3 000 milliards d’euro-obligations à moyen terme, soit une somme à la hauteur des défis actuels et potentiels créés par la crise de la dette ». Les « Union bonds » seraient émis par la Banque européenne d’investissement, pour l’ensemble de l’Union européenne, cadre adapté selon eux au développement et à la mutualisation des dépenses d’avenir.  La philosophie des « Union bonds » se retrouve dans les « projects bonds » préconisés aujourd’hui par la Commission européenne.
Cependant, il n'existe pas de ligne d'opinion unique entre les « bons » et les « mauvais » élèves de la zone Euro. Il peut apparaître des divergences entre un gouvernement au pouvoir et son opposition, voire entre un même parti politique. Il convient également de noter que nombre des soutiens ou rejets sont assortis de réserves sur une gouvernance économique à l'échelle européenne, une temporalité restant à étudier et des modalités d'émission toujours floues. Ainsi, nombre des réactions listées ne sont pas figées et peuvent donc évoluer. Enfin, des propositions distinctes peuvent être énoncées telle que la création de project bonds initiée par le commissaire européen Michel Barnier, c'est-à-dire « d'obligations orientées vers des projets, vers des investissements ».

### Soutiens

#### Au sein des institutions européennes
- Union européenne : le président de l'Eurogroupe, Jean-Claude Juncker, qui avait initialement introduit l'idée d'euro-obligations la défend en ces termes : « Je suis convaincu que les obligations européennes pourraient être, et un jour seront, un instrument pour contrecarrer les mouvements irrationnels des marchés financiers[19]... »
- Union européenne : le Commissaire européen aux Affaires économiques et monétaires, Olli Rehn, s'est déclaré séduit par l'idée (« Je trouve cette idée intellectuellement séduisante. L'UE est toujours ouverte aux nouvelles idées des États dans la lutte contre la crise systémique. »)[20].
- Le prix Nobel d'Économie Joseph Stiglitz a quant à lui estimé qu’« il serait très difficile pour l'euro de survivre sans la mise en place d'obligations émises en commun par les pays de la zone[21] ».

#### En Allemagne
L'opposition sociale-démocrate (SPD), les Verts, ainsi que quelques élus du parti au pouvoir (CDU) militent pour un débat sur des euro-obligations contre l'avis du gouvernement à l'instar du député européen Burkhard Balz (« Nous devons aussi en Allemagne nous poser la question de savoir à quelles conditions nous pourrions accepter des euro-obligations. ») ou du président du groupe parlementaire écologiste, Jürgen Trittin (« (L'accord entre l'Allemagne et la Grèce) va dans la direction des euro-obligations. »). Enfin, le président de l'association des exportateurs allemands (BGA), Anton Boerner, suit cet avis : « Nous devons montrer aux marchés que nous sommes prêts à utiliser les outils appropriés, c'est-à-dire des eurobonds signés par l'Allemagne ».
Le SPD, à l'instar du PS, a par la voix de son président au Bundestag, Frank-Walter Steinmeier, invité le gouvernement allemand à ne pas refuser de discuter de l'introduction des euro-obligations : « Les eurobonds peuvent être un moyen important pour résoudre la crise de refinancement des États endettés ».

#### En Belgique
Le chef de file des députés libéraux européens, Guy Verhofstadt, accueille favorablement la création d'euro-obligations : « Cette euro-crise ne peut être résolue à moins que nous prenions des mesures pour introduire de telles euro-obligations ». De même pour le ministre fédéral belge des Finances, Didier Reynders, qui plaide en leur faveur : « Une vraie réponse serait la création d'euro-obligations, couplée à davantage d'intégration budgétaire ».

#### En Espagne
Le porte-parole du gouvernement espagnol, José Blanco, a déclaré à la radio publique : « Plus nous avançons vers l'intégration de la politique économique, plus nous nous approchons de l'idée d'euro-obligations ». Plus nuancée, le ministre espagnol de l’Économie et des Finances, Elena Salgado, déclare : « Je pense que ce serait une bonne idée mais je ne la vois pas, sincèrement, en ce moment, à l'ordre du jour ».

#### En France
L'ancien ministre socialiste de l’Économie et des Finances et président de la Commission européenne, Jacques Delors, plaide pour une mutualisation partielle des dettes des États (« La mutualisation partielle des dettes, c'est la pompe pour éteindre le feu et redonner un sens à la coopération communautaire. »). Pour l'ancien président de la République, Valéry Giscard d'Estaing, les euro-obligations ne peuvent entrer en service dans l'immédiat, mais « il faut annoncer que l'on va s'y préparer ».
- Parti socialiste : L'ancien ministre de l'Économie, des Finances et de l'Industrie Laurent Fabius s'est dit déçu du mini-sommet franco-allemand du 16 août 2011 (« Le président s’est couché sur les euro-obligations. C'est une faute majeure qui aura une grave conséquence. »)[32]. L'ancien député de Corrèze et président de la République, François Hollande, regrette lui aussi que la question des euro-obligations ait été passée sous silence (« Les Eurobonds auraient pu servir à la croissance. »)[33]. Enfin, la présidente de la région Poitou-Charente, Ségolène Royal, écrit dans une lettre de contribution à Nicolas Sarkozy et Angela Merkel : « Nous devons absolument créer les eurobonds, c'est une forme de solidarité européenne[34] ». Jean-Marc Ayrault a invité le gouvernement, à l'Assemblée nationale, à ne  pas refuser de discuter de l'introduction des euro-obligations[25].
- MoDem: François Bayrou se déclare favorable aux eurobonds et à l'emprunt auprès des européens pour financer des grands travaux[35]. Le 30 juillet 2011, ses conseillers économiques Robert Rochefort, Stéphane Cossé et Vincent Chauvet[36] se prononcent dans Le Monde pour une mutualisation des dettes liée à l'instauration d'une règle d'or européenne.
- EELV : le député européen Daniel Cohn-Bendit déclare : « Sans un pas en avant vers la communautarisation, tant qu'on ne mutualise pas la dette européenne (avec les eurobonds) et les investissements, il n'y aura pas de règle d'or européenne[37] ». Opinion qu'il réaffirme le lendemain : « Nous avons aussi besoin d'euro-obligations pour relancer l'économie, notamment pour sa transformation écologique[38] ».
- UMP : le secrétaire général Jean-François Copé s'est montré très favorable à leur introduction : « Quant à la création d'eurobonds pour enfin assurer une gestion collective et rigoureuse des dettes souveraines en Europe, je la crois urgente et inéluctable[39] ».
- MEDEF et CFDT : l'organisation patronale MEDEF, présidée par Laurence Parisot, exprime dans un communiqué son attachement à plus d'intégration européenne : « Une initiative telle que la création d'un marché des Eurobonds irait dans ce sens[40] ». Avis que partage le secrétaire général de la CFDT, François Chérèque, dans une interview : « Mais cette règle d'or, ils la font sans les euro bonds, c'est-à-dire une mutualisation de la dette [...]. Ça n'a pas de sens[41] ».

#### En Grèce
L'ex-Premier ministre grec Georges Papandréou avec le soutien des principaux responsables socialistes européens a plaidé pour la création d'une agence de restructuration de la dette et à des euro-obligations (« À cet égard, la zone euro pourrait bénéficier de l'émission d'euro-obligations. »).

#### Soutiens en Hongrie
Le financier milliardaire George Soros apporte également son soutien à l'idée : « Pour sortir de l'ornière, les pays membres doivent se financer à un coût raisonnable. Les euro-obligations sont le meilleur moyen d'y parvenir ».

#### En Italie
Le ministre italien de l'Économie et des Finances Giulio Tremonti est un des premiers partisans de l'introduction d'Euro-obligations déclarant que « s'il y avait eu les eurobonds, nous ne serions pas arrivés à (la crise d')aujourd'hui ». Tout comme le chef du groupe parlementaire du parti au pouvoir (PdL), Fabrizio Cicchitto, qui s'est exprimé en ces termes : « Nous espérons que Merkel sera convaincue de l'utilité des euro-obligations en septembre ».
Le directeur général du groupe automobile italien Fiat, Sergio Marchionne, interrogé sur l'option des euro-obligations déclara : « C'est un discours complexe mais s'il n'y a pas un partage des risques de la part des pays européens, je vois mal comment on peut s'en sortir ».

#### Au Royaume-Uni
Le ministre britannique des Finances, le chancelier de l'Échiquier George Osborne, plaide pour plus d’intégration budgétaire au sein de la zone euro ainsi que pour les euro-obligations : « Des solutions comme les euro-obligations ou d'autres formes de garanties doivent désormais être considérées sérieusement ».

### Oppositions

#### Institutions européennes et position commune d’États membres
- Banque centrale européenne : l'Autrichien Ewald Nowotny, membre du conseil des gouverneurs de la banque centrale européenne (BCE), estime que le débat sur les euro-obligations est prématuré[48]. Aussi, l'Allemand Jürgen Stark, économiste en chef de la BCE, exprime son scepticisme mais ajoute : « Nous aurions besoin d'une Constitution européenne avec des transferts de souveraineté de tous les pays. Alors des eurobonds auraient du sens[49] ».
- France et  Allemagne : la France et l'Allemagne ont fait part de leur opposition à l'idée d'Euro-obligations lors du mini-sommet franco-allemand du 16 août 2011 par les voix de Nicolas Sarkozy et d'Angela Merkel (A. Merkel : « Moi, je ne crois pas à ce type de solution unique et je ne crois pas que d’un seul coup de baguette magique on va résoudre tous les problèmes. » ; N. Sarkozy : « Cela voudrait donc dire que nous garantirions la totalité de la dette sans avoir la maîtrise de la dépense et de la création de la dette. »)[50],[51].

#### En Allemagne
- Allemagne : le vice-chancelier et ministre allemand de l’Économie, Philipp Rösler, a déclaré : « Les eurobonds signifieraient que tout le monde partagerait le même poids des taux d'intérêt, ce qui serait une punition pour les pays (financièrement) sains[52] ». Avis partagé pour le ministre allemand des Finances, Wolfgang Schäuble, qui déclare : « Les eurobonds restent exclus aussi longtemps que les États membres de l’Union décident de leur propre politique financière[53]... »

#### En Autriche
Le ministre autrichien des Finances, Maria Fekter, rejette l'idée d'euro-obligations estimant qu'elle coûterait des milliards (« La zone euro n'est pas prête pour des euro-obligations sans politique économique et financière commune. »).

#### En Finlande
Le ministre finlandais des Finances Jutta Urpilainen a également exprimé son désaccord (« Chaque pays est responsable de sa propre dette aujourd'hui et demain. »). Avant elle, la Première ministre finlandaise, Mari Kiviniemi, s'était aussi exprimée contre : « Nous sommes fermement opposés aux eurobonds, car ils représenteraient une sorte de plan de sauvetage dans lequel nous porterions le fardeau de la dette d'autres pays ».

#### En France
Le Premier ministre, François Fillon, déclare dans une tribune : « On voit bien qu'en pratique les eurobonds ne peuvent se concevoir sans un renforcement considérable de la discipline budgétaire et de la gouvernance économique au sein de la zone euro ». Le ministre des Affaires étrangères, Alain Juppé, estime qu'il est trop tôt pour des euro-obligations, citant son blog : « Qui ne voit, en effet, qu’une telle réforme ne peut être que le point d’aboutissement de tous les progrès qu’il nous reste à faire (...) ? » Enfin, le ministre français des Affaires européennes, Jean Leonetti, réagissant à l'appel commun des présidents des députés socialistes français et allemands, déclara dans la ligne politique du gouvernement : « En mutualisant les dettes de pays qui n'ont pas les mêmes politiques économiques et budgétaires, les eurobonds sanctionneraient les États vertueux en renchérissant le coût de leurs emprunts... »
Du côté du FN, le député européen Bruno Gollnisch, a pour sa part rappelé que « le scénario de sa disparition (de la monnaie unique) devait être envisagé sans a priori et lucidement ».

#### Au Luxembourg
Le ministre luxembourgeois des Finances, Luc Frieden, approuve l'idée d'euro-obligations mais estime cependant le contexte inopportun (« Je pense que les euro-obligations sont une bonne idée mais que le contexte pour les introduire n'est pas bon. »).

#### Aux Pays-Bas
Le Premier ministre néerlandais Mark Rutte s'est également déclaré défavorable (« Cela passe avant toutes ces spéculations sur des 'eurobonds' ou un renforcement du Fonds européen de stabilité financière (FESF). »).

#### En République tchèque
Le ministre tchèque des Affaires étrangères, Karel Schwarzenberg lui faisait écho à la même période : « Il est trop tôt pour en parler ».

#### En Suède
Le Premier ministre suédois, Fredrik Reinfeldt, dont le pays ne fait pas partie de la zone Euro a pour sa part déclaré en 2010 : « Ce n'est pas vraiment le moment de prendre une décision là-dessus ».

## Crise du Covid-19

Les positions des gouvernements nationaux sur les euro-obligations en avril 2020 :
Oui / En faveur
Non / Contre
Neutre ou sans position connue

Les dirigeants espagnols et italiens appellent à l'émission conjointe d'euro-obligations « corona bonds » afin d'aider leurs pays, durement touchés par la maladie à coronavirus 2019, à se remettre de l'épidémie. Les obligations Corona sont discutées le 26 mars 2020 lors d'une réunion du Conseil européen, mais l'Allemagne et les Pays-Bas excluent l'émission de ces obligations,. La présidente de la Banque centrale européenne, Christine Lagarde, qui prévoit (séparément) d'acheter plus de mille milliards d'euros d'obligations en réponse au coronavirus, exhorte l'UE à envisager d'émettre des obligations corona. Après la réunion, les dirigeants espagnols continuent de plaider pour une dette émise conjointement.
En dépit du fait que la Commission européenne et la Banque centrale européenne débloquent des milliards de fonds spéciaux, assoupli les limites des déficits budgétaires et de la dette publique des pays de l'UE, certains membres tels que la France, l'Italie, l'Espagne, la Belgique, l'Irlande, le Portugal, la Grèce, la Slovénie et le Luxembourg demandent que davantage soit fait en ce qui concerne la pandémie de Corona. Cependant, l'Allemagne, qui est le plus fort opposant aux euro-obligations, est soutenue par l'Autriche, les Pays-Bas, la Finlande et l'Estonie. Dans l'intervalle, le Premier ministre italien Giuseppe Conte s'interroge : « Que voulons-nous faire en Europe? Est-ce que chaque État membre veut suivre sa propre voie? ». Il ajoute également dans l'hebdomadaire allemand Die Zeit : « Si nous sommes un syndicat, c'est le moment de le prouver. » Conte décrit le mécanisme européen de stabilité (MES) comme « complètement inadéquat » pour faire face à la crise. Cependant, les opposants aux euro-obligations craignent que les Européens du Sud ne taxent trop peu et ne dépensent trop.
Plus tard, la chef de la Commission européenne, Ursula von der Leyen, mentionne : « Aujourd'hui l'Europe se mobilise aux côtés de l'Italie. Malheureusement, cela n'a pas toujours été le cas. » Elle ajoute par la suite que l'UE « allouera jusqu'à 100 milliards d'euros (110 milliards de dollars) aux pays les plus durement touchés, à commencer par l'Italie, pour compenser la baisse des salaires des travailleurs qui travaillent moins d'heures ».

## Sources

## Compléments